# Otoyol 21
Pour les articles homonymes, voir O21.
L'autoroute O21 relie les villes d'Ankara à Adana en Turquie. Elle a permis une meilleure circulation dans l'Anatolie centrale ainsi qu'une affluence du tourisme à l'intérieur de cette même région. L'autoroute, ouverte totalement le 16 décembre 2020, possède trois voies sur chaque côté et sa construction a consisté en deux étapes majeures :
1. Étape Adana - Pozantı
2. Étape Pozantı - Ankara